# Rhoicissus pauciflora
Rhoicissus pauciflora là một loài thực vật hai lá mầm trong họ Nho. Loài này được (Burch. ex DC.) Planch. miêu tả khoa học đầu tiên năm 1887.